# برج جنرالی
برج جنرالی (lo Storto) ساختمان اداری ۴۴ طبقه متعلق به شرکت جنرالی و مستقر در شهر میلان، ایتالیا است، که پروژه ساخت آن در سال ۲۰۱۴ آغاز شد و در سال ۲۰۱۷ به بهره‌برداری رسید.